# جامعة بكين للمعلمين
جامعة بكين للمعلمين (بالصينية: 北京师范大学) والمعروفة بالعامية بيشيدا وهي جامعة بحثية عامة تقع في بكين، الصين. تركز على العلوم الإنسانية والعلوم.إنها واحدة من أقدم وأعرق الجامعات في الصين تتبع مباشرة لوزارة التعليم في جمهورية الصين .